# NBA Street (série)
Este artigo é sobre a série NBA Street. Se procura o jogo lançado em 2001, consulte NBA Street.
NBA Street é uma série de jogos de basquete de rua produzido pela EA Sports BIG. Ele combina o talento de grandes nomes da NBA com a atitude e clima do streetball. Desde do lançamento original em 2001, continuaçãos da série foram lançados para o PlayStation 2, GameCube, Xbox, Xbox 360 e PlayStation 3.
Atualmente, há série possui cinco jogos:
- NBA Street - o primeiro da série.
- NBA Street Vol. 2 - continuação do primeiro game.
- NBA Street V3 - o terceiro da série.
- NBA Street Showdown - versão para o PSP de NBA Street Vol. 2.
- NBA Street Homecourt - o quarto da série para Xbox 360 e Playstation 3.